# Музыка, Александр Александрович
Алекса́ндр Алекса́ндрович Музы́ка (укр. Олександр Олександрович Музика; 14 марта 1991, Стаханов, Луганская область, Украинская ССР, СССР) — украинский футболист, защитник.

## Игровая карьера
Воспитанник футбольной школы алчевской «Стали». Первый тренер — А. М. Музыка. С 2009 года играл в дубле полтавской «Ворсклы» (16 матчей), который покинул летом 2010 года, досрочно расторгнув контракт по обоюдному согласию.
Карьеру в профессиональном клубе начал только через год — в августе 2011 года в тернопольской «Ниве», откуда весной 2012 года перешёл в «Кремень».

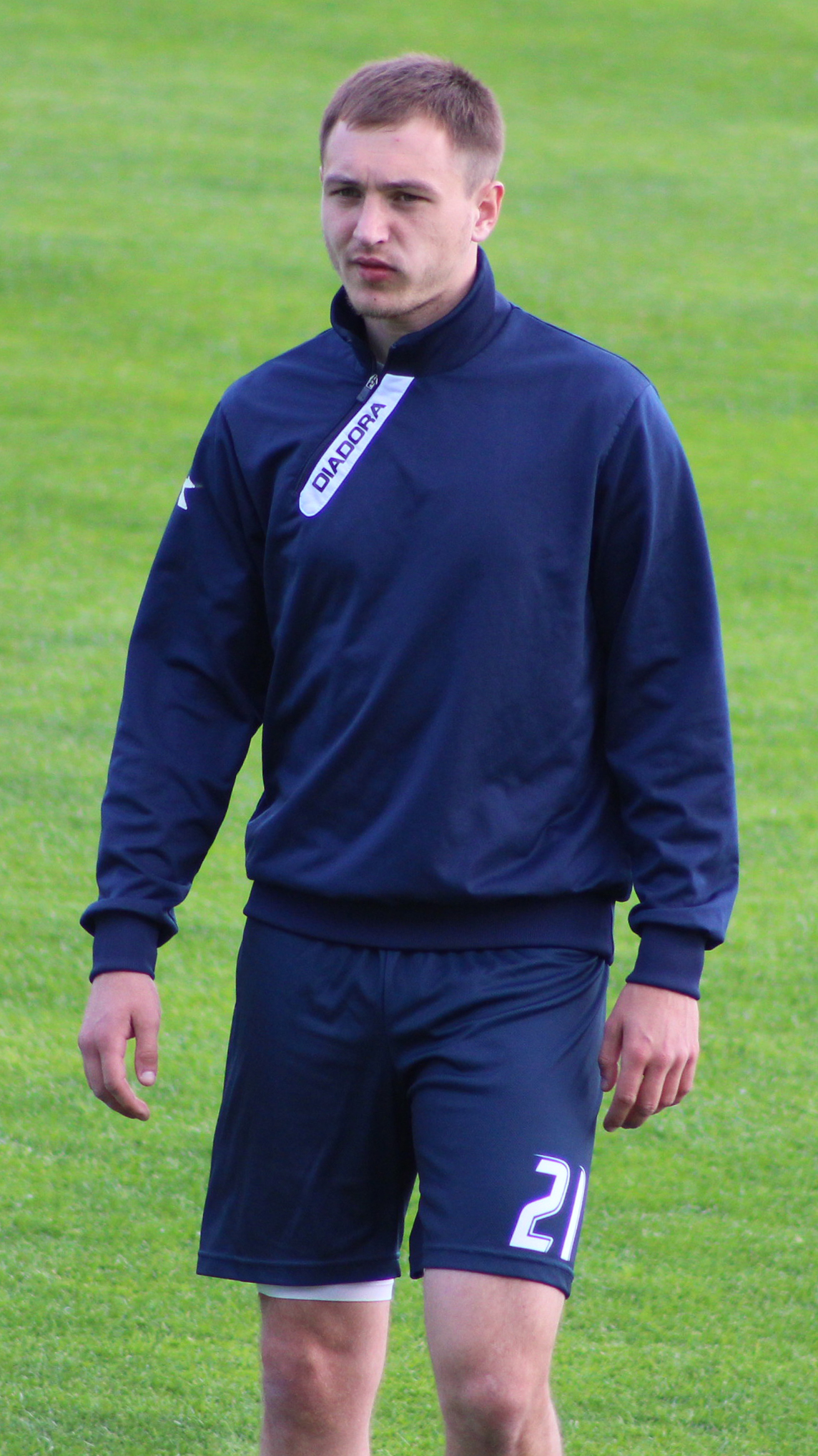
Музыка в составе «Славутича»

Летом 2013 года стал игроком черкасского «Славутича». С этой командой в сезоне 2013/14 7 мая 2014 года играл в полуфинале Кубка Украины против донецкого «Шахтёра».
Летом 2014 года перешёл в МФК «Николаев», откуда летом 2015 перебрался в «Тернополь», с которым, как стало известно 22 января 2016 года, разорвал контракт по обоюдному согласию и вскоре заключил соглашение с клубом первого дивизиона Финляндии ТП-47. Спустя год защитник возвратился в прежнюю команду, в начале марта 2017 года подписав новый контракт с ФК «Тернополь».